# Sic Alps
Sic Alps was een Amerikaanse garagerockband uit San Francisco, Californië. Ze hebben muziek uitgebracht bij Siltbreeze, Drag City, Woodsist en verschillende andere onafhankelijke platenlabels. Na ondertekening bij Siltbreeze bracht de band in 2008 US EZ uit. Begin 2011 werd een volledige versie uitgebracht bij Drag City. Na het uiteenvallen van de band sloot bassist Tim Hellman zich aan bij Thee Oh Sees, met frontman Mike Donovan die de band Peacers vormde en een titelloos album uitbracht, geproduceerd door Ty Segall.

## Bezetting
- Mike Donovan (2004–2013)
- Adam Stonehouse (2004–2005)
- Bianca Sparta (2004–2005)
- Matt Hartman (2005–2011)
- Ty Segall (2009-2011)
- Noel von Harmonson (2009–2011)
- Douglas Armour (2011–2013)
- Tim Hellman (2011–2013)
- Barrett Avner (2011–2013)
- Eric Bauer (2011–2013)

## Discografie

### Albums
- 2006: Pleasures and Treasures (Animal Disguise)
- 2008: A Long Way Around to a Shortcut (Animal Disguise)
- 2008: U.S. EZ (Siltbreeze)
- 2011: Napa Asylum (Drag City)
- 2012: Sic Alps (Drag City)

### Ep's
- 2004: Four Virgins split met California Lightening (City)
- 2006: The Soft Tour in Rough Form (Mt. St. Mtn)
- 2006: Teenage Alps cassette ep (Animal Disguise)
- 2006: Semi-Streets 7" (Skulltones)
- 2007: Description of the Harbor (Awesome Vistas)
- 2007: Strawberry Guillotine 7" (Woodsist)
- 2008: Fool's Mag cassette ep (Folding)
- 2008: United one sided 7" (Throbbing Gristle cover) (Important Records)
- 2009: L. Mansion 7" (Slumberland Records)
- 2009: Split met Magik Markers (Yik Yak)
- 2011: Breadhead (Drag City)
- 2011: Battery Townsley (Drag City)
- 2012: Vedley (Drag City)
- 2013: She's On Top (Drag City)

### Compilaties
- 2006: Latin va Hip Hop Shop Sweepers Vol. 1 cd (777was666)
- 2009: Strepix van The World's Lousy With Ideas Vol. 8 lp (Almost Ready)
- 2010: Don't Forget About Jack van Stuffs lp (Compost Modern Art Recordings)
- 2011: Anasazi Chemist van Gaman: A Ceremony for Japan (Electric Temple)